# 2003年热带风暴亨利
热带风暴亨利是2003年大西洋飓风季期间形成的一个弱热带风暴，是该季的第8个风暴，也是这年第6个有对美国产生影响的热带气旋。亨利是由9月初墨西哥湾的一股东风波形成，之后以热带低气压形式穿过佛罗里达州。其残余之后进入中大西洋各州并最终彻底消散。
亨利对部分地区造成了较为轻微的损失，给佛罗里达州带去的强降雨导致了轻度洪灾。风暴对特拉华州和宾夕法尼亚州造成的损失更大，强降雨造成数百户家庭房屋和商户受到损坏，其中特拉华州更出现了500年一遇的洪灾。亨利给其沿途共计造成了1960万美元（2003年美元）的损失，不过没有造成人员伤亡的报告。

## 气象历史
8月22日，非洲海岸的一股东风波开始向西穿过大西洋和加勒比海，但没有出现显著的发展。9月1日，东风波轴进入墨西哥湾，在这一过程中有對流围绕着低级别流通中心稳步形成。系统之后向北移动，并于9月3日在佛罗里达州坦帕以西约480公里处发展成2003年的第十二号热带低气压。低气压嵌入一个缓慢的中纬度槽后向东移动，于9月5日增强为热带风暴亨利。

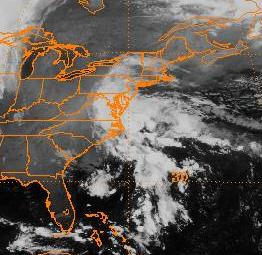
亨利的残余部分在北卡罗来纳州登陆

虽然西南方向有强烈的垂直切变，亨利仍然在向东移动的过程中继续强化，于9月5日晚些时候达到风速每小时95公里的最高值。不过之后不久，切变大幅度削弱了风暴，令其弱化为热带低气压。亨利之后再也沒有恢复到之前的强度，于9月6日作为一个热带低气压在佛罗里达州的克利尔沃特附近登陆，之后加速朝东北方向移动并快速穿越该州。虽然初步预测认为风切变减弱后，亨利会在开放水域再度增强，但实际上并非如此，亨利于9月8日在北卡罗来纳州海岸外进一步弱化为残留低气压。
残余的低气压范围广阔但杂乱无章，并且由于北面存在一个高壓脊，因而几乎保持静止。亨利内部残留的对流仍然较为混乱，但气象预测部门仍然对其重新发展的潜力保持监控。到了9月12日，残余低气压向内陆移动至接近北卡罗莱纳州哈特拉斯角（Cape Hatteras）时仍然没有重新组织起来。残留低气压之后继续向北移动，于9月17日在新英格蘭地区上空消散。

## 准备工作
亨利还是热带低气压时，美国国家飓风中心就向佛罗里达州的恩格尔伍德（Englewood）到印第安帕斯（Indian Pass）地区发布了热带风暴警告，不过到了亨利登陆时，这一警告已经停止。该州在风暴登陆前发布了洪水警告，预测降雨量为125至255毫米。随着风暴的逼近，政府部门共计安排了12个避难所待命，并且飓风避难所信息热线也处于待命状态并可以在10分钟内激活。萊維縣官员宣布进入紧急状态，并将沙子和沙袋送到锡达礁、岩克镇和英格利斯，准备应对风暴潮和洪涝灾害。

## 影响
亨利给其沿途地区带去了强降雨，其中特拉华州发生了严重的洪灾。风暴共计造成了1960万美元的损失，其中大部分发生在特拉华州。

### 佛罗里达州、巴哈马和百慕大
亨利登陆前在佛罗里达州西海岸制造了强烈的海浪，佛罗里达州刚刚经历了一个降水丰富的夏季，而亨利给这个含水层已经饱和的州带去了更大的降雨量，其中该州东南部的海厄利亞最高，达到230毫米。另外还有两个地区降雨量超过180毫米，其它大部分地区的降雨量很小。一场固定式雷暴在仅一个小时的时间内给赫爾南多縣带去了125毫米降雨，道路迅速被水淹没，不过水位也很快就得到了回落。由于这一地区的住户较少，所以没有造成比较大的损失。夏洛特县的一个地区在3个小时里下了约180毫米的雨，多条街道和多处家宅被淹。整个佛罗里达州没有人员丧生的报告，总体损失很小。不过李县有一人因闪电而受伤，此外还有一人在因路面水滑而导致的车祸中受伤。
亨利的外围雨带给巴哈马带去了约25毫米的降水，群岛受到了阵风风速达到每小时51公里。飓风费边刚于数天前袭击百慕大，亨利将湿气和雷暴带到这个群岛，机场收获的降雨量一共为62毫米。这给机场的清理工作造成了阻碍，不过没有造成进一步损失。

### 中大西洋各州
北卡罗来纳州、弗吉尼亚州和马里兰州总体降雨量较小，仅有部分地区出现超过75毫米降水。但亨利给特拉华州和宾夕法尼亚州带去的降雨量就高得多，其中最高的是在特拉华州紐卡斯爾縣的霍克辛（Hockessin），达229毫米。宾夕法尼亚州切斯特县的唐宁敦（Downingtown）在约6小时里降雨量超过203毫米，而多普勒天气雷达则估计同样位于切斯特县的肯尼特广场（Kennett Square）在5小时里就有了超过255毫米的降雨。红土溪的流量因此创下新的纪录，并且波峰也创下了接近8米高的新纪录。部分河段出现了500年一遇的洪水，这种情况在每一年中发生的几率为0.2%。风暴对这些地区的影响还因。宾夕法尼亚州东南部的多条河流也出现了超过其以往洪水高峰的水位。
风暴在特拉华州造成的洪水导致多处房屋受损，其中单在格伦维尔（Glenville）地区就有194户。快速上涨的洪水导致许多人被困在自己的汽车和家中，其中至少有一人需要直升机救援。这些人被疏散到附近的学校里，严重的洪灾还冲毁了霍克辛的大部分桥梁，威尔明顿和西部铁路也有六座桥梁被毁，造成的损失约有万美元（年美元，下同）。年时这些铁路桥梁开始进行重建。历史悠久的格林班克磨坊（Greenbank Mill）麵粉廠也遭受了约万美元的损失。风暴给特拉华州造成的损失总计有约万美元。
风暴在宾夕法尼亚州造成的洪水导致该州居民一共打出了通求助电话，救援人员从居民的汽车和住宅中救出了约人。洪灾令户民房被毁，所受到损伤，其中超过一半情况严重。土壤潮湿令树木和电线杆倒塌，导致大面积停电，能源公司有万户用户家中停电。高涨的洪水令座桥梁受损，其中两条被无限制封闭，多条道路也因洪水而关闭，其中包括美国1号国道在查兹福特（Chadds Ford）境内路段。亨利给宾夕法尼亚州共计造成了约万美元的损失。

## 善后
由于热带风暴亨利和飓风伊莎贝尔的严重影响，美国总统乔治·沃克·布什于月日宣布紐卡斯爾縣为灾区。受到影响的美国公民将获得拨款资助以支付临时住房、房屋修缮和灾害所造成相关开支的费用。这一地区公共设施维修费用的也将由联邦政府拨款资助。风暴过后的两个月内，有户居民通过美国联邦紧急事务管理署申请了救灾援助，总计金额刚刚超过万美元。同时还有家小型商户申请贷款，总额约为万美元。此外，美国联邦紧急事务管理署一共收到了份公共援助申请，这些申请获得的资金将用来重建公共道路和建筑物。
超过个志愿者组织举行会面，并建立长期委员会来寻找灾后重建所需要的资源。该委员会的一个工作目标就是为每个因风暴而流离失所的人找到永久性住房解决方案。志愿者们还帮助将超过吨损毁的家电和家俱运到了垃圾填埋场。特拉华的州和县政府给受灾严重的格伦维尔地区居民购买了套房屋，这也是该州因风暴受损而购买的一笔最大数量的房屋。购买这些房屋是为了减轻洪灾造成的损失，将该地区恢复为湿地。
9月26日，布什总统也将受到亨利和飓风伊莎贝尔影响的宾夕法尼亚州切斯特縣宣布为灾区，这里还受到了与上面提及的两个热带气旋都没有联系的严重洪涝灾害影响。这之后的一个月里，户居民和商户申请了灾害援助，总计金额约为万美元。